# Cats on Trees
Cats on Trees is een Frans muziekduo uit Toulouse, bestaande uit Nina Goern en Yohan Hennequin.

## Geschiedenis
Cats on Trees werd in 2007 opgericht door de schoolvriendinnen Nina Goern en Yohan Hennequin. In 2010 werd het duo ontdekt op het muziekfestival Printemps du Bourges, waar ze hun producer Pierre Rougean ontmoetten. Hij produceerde hun titelloze debuutalbum, dat in 2013 uitkwam. Van dit album werd de eerste single Sirens Call meteen een hit in Frankrijk.
In 2015 bracht de band een cover van Mad World van Tears for Fears uit. Ook bracht dat jaar een succesvolle samenwerking met Calogero voort, getiteld Jimmy. Ook deze plaat werd een hit.
Het tweede album, Neon, verscheen in 2018. De single Keep On Dancing kende eveneens succes.
In 2022 verscheen het derde album Alie. Dit album was minder succesvol dan de twee voorgangers.

## Hitnoteringen
| Single met hitnotering(en) in de Vlaamse Ultratop 50 | Datum van verschijnen | Datum van binnenkomst | Hoogste positie | Aantal weken | Opmerkingen |
| ---------------------------------------------------- | --------------------- | --------------------- | --------------- | ------------ | ----------- |
| Sirens Call                                          | 2013                  | 29-03-2014            | tip82           | -            |             |